# السنة الأولى
عادة ما يشير مصطلح السنة الأولى في التاريخ السياسي إلى مؤسسة التغيير الجذري والثوري. يعود تاريخ هذا الاستخدام إلى زمن الثورة الفرنسية. بعد الإلغاء الرسمي للنظام الملكي الفرنسي في 21 سبتمبر 1792، أنشأ المؤتمر الوطني التقويم الثوري الفرنسي الجديد. وأعلن أن اليوم التالي للإلغاء – 22 سبتمبر، والذي أعيد تسميته بـ 1 فنديميير – هو اليوم الأول للجمهورية وبداية السنة الأولى. 